# 알렉세이 야키멘코
알렉세이 안드레예비치 야키멘코(러시아어: Алексе́й Андре́евич Якиме́нко, 1983년 10월 31일 ~ )는 러시아의 펜싱 선수로 주 종목은 사브르이다. 아테네에서 열린 2004년 하계 올림픽 당시 세르게이 샤리코프, 스타니슬라프 포즈드냐코프,  알렉세이 댜첸코와 같이 출전한 단체전에서 동메달을 획득하였다. 그는 2008년 하계 올림픽에도 러시아 대표로 참가하였으나, 이번엔 빈손으로 돌아갔다. 그는 2006년 세계 선수권 대회에서도 단체전 동메달을 획득하였다. 당시 팀동료는 니콜라이 코발료프, 알렉세이 프로신, 포즈냐코프였다. 그는 포즈냐코프, 프로신, 댜첸코와 함께 2005년 세계 선수권 대회를 우승하였다.
2010년 유럽 펜싱 선수권 대회 대회와 2011년 유럽 펜싱 선수권 대회,2012년 유럽 펜싱 선수권 대회에서 야키멘코는 개인전 3연패를 기록하였다.